# Artag d'Ibèria
Artag en georgià: არტაგ (també Artoces), fou un rei d'Ibèria del Caucas que va governar des del 81 aC al 65 aC (o 78 a l3 aC segons Tumanoff). Se l'esmenta (com Artoces) en els relats de la Tercera Guerra Mitridatica d'Apià, Dió Cassi, Eutropi, Festus i Orosi. La identificació d'Artaces amb Artag és discutida i alguns autors l'identifiquen amb l'Arik o Aderc (არიკ ადერკ) de les cròniques medievals georgianes, que diuen que fou el fill i successor d'Artàxies I d'Ibèria i que el país fou devastat pels perses, però les fonts llatines només parlen de la seva participació en la guerra contra Roma al costat de Mitridates VI del Pont i de Tigranes II d'Armènia.
El 65 aC els romans dirigits per Pompeu van entrar al país. Artag alarmat per l'ocupació romana de la veïna Albània del Caucas, i sabedor que no podria resistir, va demanar la pau i es van iniciar converses, però Pompeu, sospitant que el rei tractava de perdre temps per reforçar les fortaleses i sabent que s'estava armant en secret per caure sobre els romans en la seva marxa per les muntanyes caucàsiques, va interrompre les negociacions i va marxar directe cap al centre del país, sense continuar la cerca del fugitiu Mitridates del Pont, atacant la fortalesa d'Armazi (Harmozica) que va ser presa, igual que la de Sausamora (Tsitsamuri, prop de Mtskheta).
Artag es va escapar a l'altre costat del riu Mtkvari, i va cremar el pont perquè no l'empaitessin. Al sud del riu el país va quedar ocupat pels romans. Artag va fer ofertes de pau però Pompeu no les va escoltar. Pompeu després d'ocupar les fortaleses, va travessar el riu, i va pujar per la vall de l'Aragvi, però es va trobar amb una ferotge resistència per part de l'exèrcit d'Ibèria, al que finalment Pompeu va derrotar. 9000 georgians van morir en aquesta batalla, on les dones van combatre al costat dels homes i 10.000 van ser fets presoners. Quan Artoces va veure que Pompeu també creuava el Pelorus (Aragvi), va tornar a demanar la pau i va enviar a Pompeu ofrenes (inclòs un tron, una taula d'or i un llit) i els seus fills com a ostatges, i els romans van decidir acceptar.
Pompeu va exigir l'abdicació d'Artag, i va posar al tron a un nou rei, Parnavaz II, fill d'Artag, que va ser coronat; encara que Artag va perdre la corona, la institució en va sortir intacta, si bé el nou rei va haver de ser amic-client dels romans. En els anys successius de fet, la influència romana desapareixerà.